# Glinščica, Gradaščica
Glinščica je potok, ki izvira pod hribom Toško Čelo nad Podutikom in teče mimo vasi Glince (po kateri ima ime), po obronku Ljubljanskega barja ob Poti spominov in tovarištva, kjer se vanjo izlije potok Pržanec, ki priteče iz Kosez in pod hribom Rožnik. V ljubljanskem mestnem predelu Vič se izliva v Gradaščico, ta pa se izliva v Ljubljanico. V Podutiku jo prečka Kavškov most.